# البرت تیلور (پارو زن)
البرت تیلور (انگلیسی: Albert Taylor؛ زادهٔ ۱ ژانویهٔ ۱۹۱۱) قایقران روئینگ اهل کانادا است.